# Geografia Wietnamu

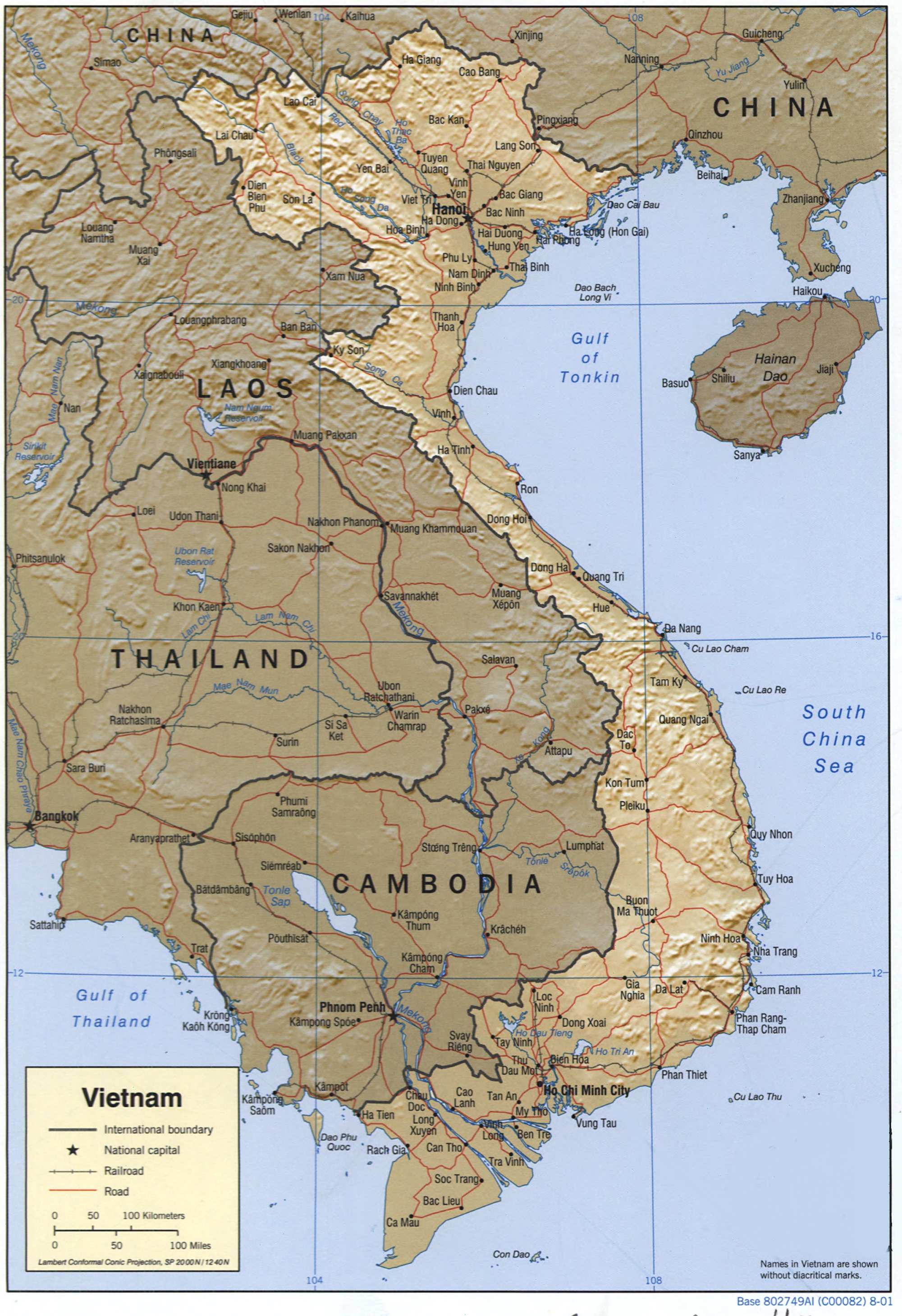
Mapa Wietnamu

Wietnam – państwo leżące w Azji Południowo-Wschodniej, na obszarze Półwyspu Indochińskiego. Leżąc w strefie klimatów gorących, pokryty jest wilgotnymi lasami równikowymi i gęstą siecią rzek. Obecnie obszary leśne zajmują znacznie mniejszą część kraju, niż jeszcze na początku XX wieku. W latach 1964–1975 był dotknięty krwawą wojną domową, w której brały udział Stany Zjednoczone.

## Powierzchnia, położenie i granice
Powierzchnia – 331 688 km², zbliżona do powierzchni Polski.
Położenie – Wietnam leży w Azji Południowo-Wschodniej, we wschodniej części Półwyspu Indochińskiego. Od wschodu i od południa kraj oblewają wody Morza Południowochińskiego, zaś w północnej części – wody Zatoki Tonkińskiej, którą od Morza Południowochińskiego oddziela chińska wyspa Hajnan.
Skrajne punkty: północny 23°50′N, południowy 8°50′N, zachodni 101°50′E, wschodni 109°00′E. Rozciągłość południkowa kraju wynosi 1750 km, a równoleżnikowa zaledwie 60 km w centralnej części, 600 km w północnej części i 370 km w południowej części.
Wietnam graniczy z następującymi państwami:
- Kambodża – 930 km
- Laos – 1650 km
- Chiny – 1150 km

Linia brzegowa (bez wysp) – 3444 km

## Rzeźba terenu

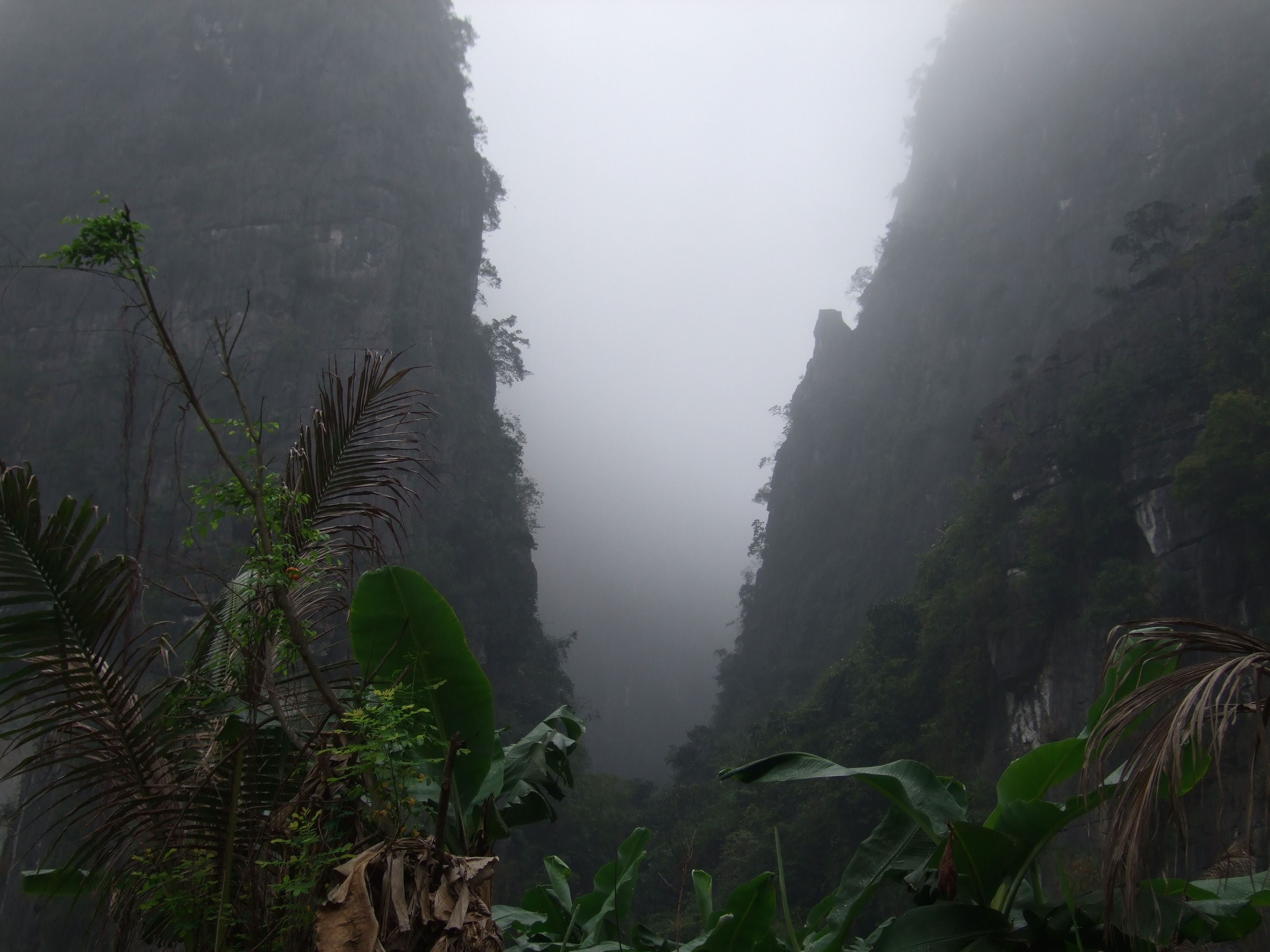
Jedna z górskich dolin w Wietnamie

Wietnam ma dość zróżnicowaną rzeźbę terenu. 30% powierzchni kraju stanowią góry, a 45% wyżyny. Resztę powierzchni kraju stanowią nizinne obszary nadbrzeżne. Obszary nisko położone zajmują 25% powierzchni kraju.
Na północnym zachodzie, w strefie przygranicznej z Laosem i Chinami, ciągną się łańcuchy górskie. Są to Sip Song Chau Thai i Hoàng Liên Sơn z najwyższym szczytem kraju Phan Xi Păng o wysokości 3143 m n.p.m. Góry te rozdzielone są doliną Rzeki Czarnej. Na północy kraju leży rozległa wyżyna Việt Bắc, która jest przedłużeniem chińskiej Wyżyny Junnan-Kuejczou. Việt Bắc otoczona jest niewysokimi pasmami górskimi i ograniczona od południa doliną Rzeki Czerwonej. W środkowej i południowej części kraju ciągną się na długości około 1200 km Góry Annamskie. Najwyższym szczytem tych gór jest Phu Xai Lai Leng o wysokości 2711 m n.p.m.
Niziny ciągną się wąskim pasem wzdłuż wybrzeża, zwłaszcza wzdłuż wybrzeży Zatoki Tonkińskiej. Największymi regionami nizinnymi w kraju są krainy: Bắc Bộ na północy, obejmująca głównie deltę Rzeki Czerwonej i Nam Bộ na południu, na obszarze delty Mekongu. Na terenach delt występują liczne izolowane wzniesienia – mogoty. Wybrzeże morskie Wietnamu jest niskie i na obszarach delt rzecznych zabagnione. Wzdłuż Gór Annamskich jest na ogół wąskie i często urwiste z niewielkimi zatokami.

## Budowa geologiczna
Pasma górskie występujące na północy kraju (Sip Song Chau Thai i Hoàng Liên Sơn) należą do tzw. pasma mezozoicznego, okalającego masyw indochiński od północy i zachodu i ciągnącego się od Chin do Półwyspu Malajskiego. Zbudowane jest ono ze skał metamorficznych, magmowych i osadowych powstałych w okresie od prekambru do mezozoiku i sfałdowanych w czasie starokimeryjskich ruchów tektonicznych orogenezy alpejskiej. Na zmetamorfizowanych skałach prekambryjskich leży pokrywa skał paleozoicznych, które osadziły się w geosynklinie birmańsko-malajskiej i zostały częściowo zmetamorfizowane w młodszym paleozoiku. Najstarsze skały osadowe należą do kambru. Są to piaskowce i łupki oraz górnokambryjskie skały wulkaniczne – ryolity. Wyżej leżą ordowickie osady łupkowo-margliste z graptolitami oraz skały węglanowe ze skamieniałościami wykazującymi związki z fauną wschodniej Australii. Na przełomie ordowiku i syluru występują liczne przewarstwienia ryolitów, tufów i popiołów wulkanicznych. W sylurze i dewonie w dalszym ciągu trwała sedymentacja węglanowa i detrytyczna. W czasie ruchów waryscyjskich nastąpiło zafałdowanie oraz metamorfoza części osadów; miały też miejsce intruzje granitów. W permie i karbonie powstały gruboławicowe wapienie, w których rozwinęły się zjawiska krasowe. Ich miąższość dochodzi do 800 m. W triasie, niezgodnie na starszych utworach osadziły się głównie lądowe piaskowce i łupki z pokładami węgla kamiennego oraz wkładkami skał wulkanicznych.
Góry Annamskie zbudowane są ze skał masywu indochińskiego. Są to archaiczne, silnie zmetamorfizowane gnejsy i granitognejsy. Na północy i południu, w brzeżnych strefach masywu występują skały staropaleozoiczne, zmetamorfizowane w czasie orogenezy waryscyjskiej i intrudowane karbońskimi granitoidami. W zachodniej części masywu indochińskiego skały metamorficzne przykryte są poziomo leżącymi osadami lądowymi i morskimi oraz pokrywami skał wulkanicznych. Są to osady lądowe powstałe od karbonu do triasu, zawierające liczne szczątki roślinne oraz pokłady węgla, a także przewarstwienia skał wulkanicznych. Na nich leżą morskie osady jury i kredy, głównie wapienie. Góry uległy wydźwignięciu w erze kenozoicznej, w czasie orogenezy alpejskiej. W powstałych wtedy zapadliskach tektonicznych osadziły się warstwy trzeciorzędowe i czwartorzędowe oraz pokrywy skał wulkanicznych (czwartorzędowych), głównie bazaltów.
Wzdłuż wybrzeża ciągną się wąskim pasem niziny pochodzenia aluwialnego, m.in. delta Mekongu, wypełniająca czwartorzędowe zapadlisko tektoniczne.

## Klimat
Wietnam leży w strefie dwóch pasów klimatycznych. Północna część kraju znajduje się w strefie klimatu zwrotnikowego, a południowa część w strefie klimatu równikowego. Wspólną cechą tych dwóch stref klimatycznych w tym państwie jest sezonowość monsunowa. Efektem tego są m.in. sezonowe wiatry, które przynoszą okresowe opady deszczu, poza monsunami. Charakterystycznymi cechami klimatu są: duża wilgotność, stosunkowo duże opady, zwłaszcza na południu i na stokach dowietrznych, a także sezonowo występujące huragany, zwane tajfunami, które pojawiają się w okresie letnio-jesiennym.
Opady deszczu w kraju są wysokie. Najniższe wartości, około 1000 mm rocznie, występują na obszarach zawietrznych. Średnie wartości opadowe wahają się od 1500 do 2000 mm rocznie. Największe opady mają miejsce w górach, szczególnie w Górach Annamskich. Większe opady występują w części południowej z tego względu, że panuje tam wilgotny klimat równikowy i nie zaznacza się tam sucha pora, jak na północy. W czasie monsunu zimowego opady są niższe. Monsun letni trwa od maja do końca października.
Temperatury są charakterystyczne dla tych dwóch stref klimatycznych. Średnia temperatura w najchłodniejszym miesiącu (styczeń na północy, grudzień na południu) wynosi od 13–14 °C na północy do 21–23 °C na południu, w najcieplejszym miesiącu (lipiec na północy, maj–czerwiec na południu) od 28 °C na północy do 29–30 °C na południu, maksymalne wartości termiczne przekraczają 40 °C.

## Wody

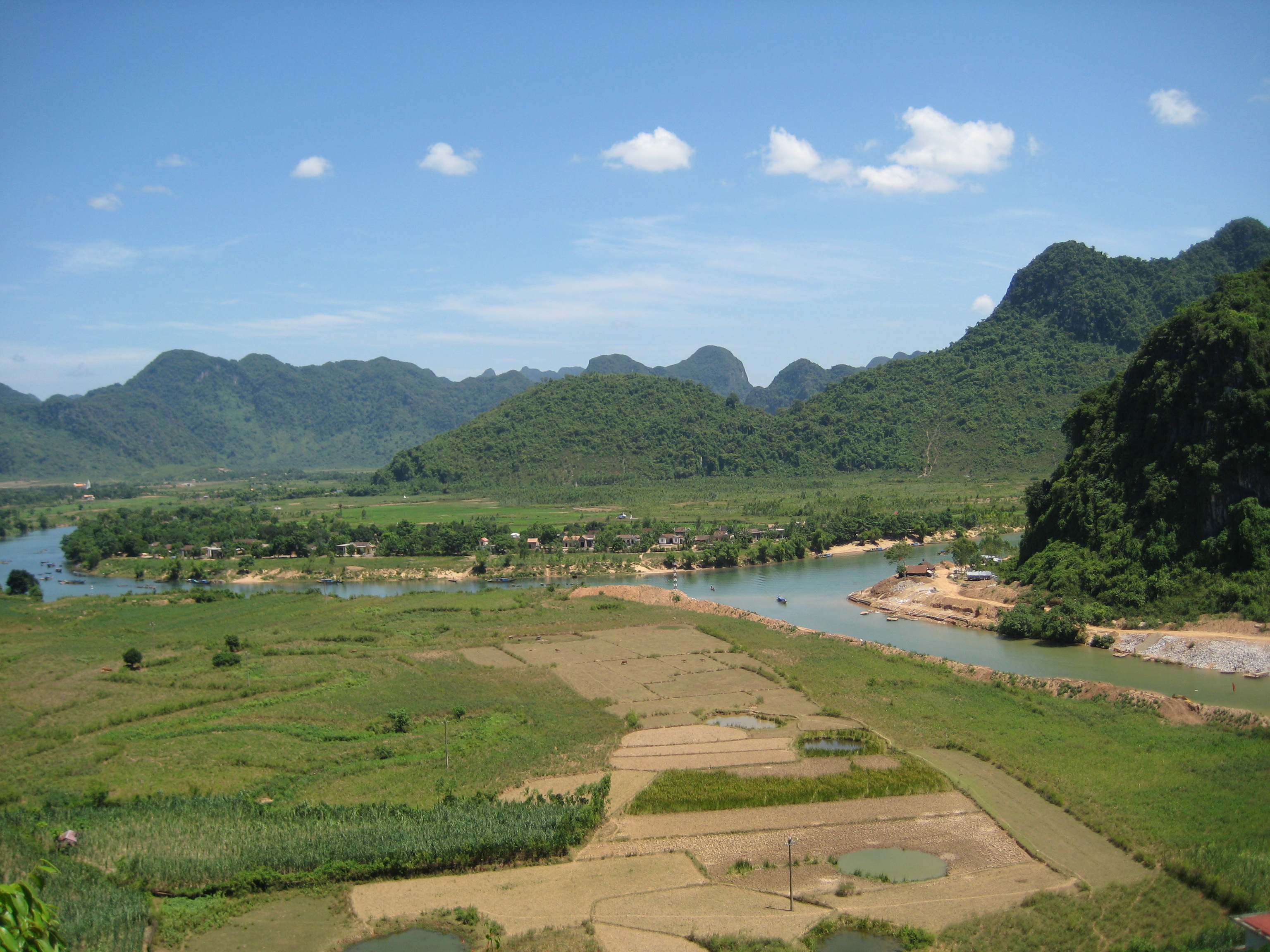
Krajobraz Wietnamu

W kraju istnieje gęsta sieć rzek, zasilana przez deszcze monsunowe. Rzeki Wietnamu charakteryzują się dużymi wahaniami wodostanów, przekraczającymi 10 metrów. Fakt ten sprawia, że w wyniku gwałtownych przyborów wody w kraju występują powodzie, mające miejsce szczególnie w deltach rzek. Sieć rzeczna Wietnamu należy do zlewiska Morza Południowochińskiego, a tym samym do Oceanu Spokojnego. W górach płyną w głębokich dolinach, tworząc liczne wodospady.
Główną rzeką kraju na północy jest Rzeka Czerwona, płynąca z Chin i przecinająca kraj na długości 470 km. Jej głównym dopływem jest Rzeka Czarna (Sông Đà), która jest żeglowna od Hanoi aż do morza, gdzie uchodząc tworzy rozległą deltę o powierzchni 25 tys. km². Na południu kraju główną rzeką jest Mekong, który na terenie Wietnamu liczy 220 km i tworzy deltę o powierzchni 70 tys. km². Środkową część kraju odwadniają liczne, krótkie rzeki.

## Gleby
Większa część terytorium Wietnamu jest pokryta mało żyznymi glebami, są to głównie gleby kamieniste, gleby laterytowe i czerwonoziemne, przechodzące w wyższych piętrach gór w brunatnoziemy. Na zwietrzelinach law bazaltowych wykształciły się żyzne andosole, występują one na płaskowyżu Tây Nguyên. Na nizinach nadmorskich i w deltach rzek występują glejowe mady ilaste, które są intensywnie wykorzystane rolniczo.

Wybrzeże Wietnamu od strony morza

## Flora
Szata roślinna na przestrzeni lat, zwłaszcza w czasie wojny wietnamskiej, została poważnie zdegradowana. Jeszcze przed wojną, która miała miejsce w latach 60. i 70. (do degradacji lasów przyczyniły się amerykańskie naloty, gdzie na lasy zrzucano napalm), powierzchnia lasów wynosiła 44%. Obecnie lasy w Wietnamie zajmują jedynie 24%.
Naturalne zbiorowiska roślinne tworzą lasy, które zachowały się głównie w górach. Na północy kraju rosną wilgotne lasy monsunowe, a na południu lasy równikowe, o zróżnicowanym składzie gatunkowym (m.in. drzewo żelazne, kamforowiec, dalbergia zwana drzewem palisandrowym i Rhus vernicifera, dostarczające żywicy lakowej) oraz o bogatym poszyciu bambusowym. Powyżej 1000 m n.p.m. lasy tropikalne przechodzą w podzwrotnikowe lasy, gdzie występują także lasy strefy umiarkowanej z sosną i dębem. Od około 2500 m n.p.m. występuje roślinność alpejska. W suchszych kotlinach i wyżynach śródgórskich miejsce lasu zajmują sawanny (m.in. na płaskowyżu Tây Nguyên). Dominującą formacją roślinną są sawanny, a wiele obszarów jest zajętych przez tereny rolnicze. Na wybrzeżu, gdzie tereny są zalewane przez przypływy, rosną lasy namorzynowe.

## Fauna
Znacznemu zniszczeniu uległ także świat zwierząt, który jest charakterystyczny dla regionu indochińskiego. W Wietnamie można jeszcze spotkać słonia indyjskiego i tapira malajskiego. Liczniejsze są bawoły banteng i gaur oraz antylopy garna, a także różne gatunki jeleniowatych. Do dużych drapieżników należą żyjące w lasach pantery mgliste, tygrysy i lamparty. Ssaki naczelne reprezentują gibony, makaki i langur. Wśród ptaków do pospolitych gatunków należą kuraki, jak na przykład bażanty. Liczne są także różne gatunki ptaków śpiewających, jak turkuśniki i bilbile. W kraju występuje wiele gatunków gadów, gdzie do największy należą węże, takie jak pyton siatkowy i tygrysi. Żyje tam także największy przedstawiciel gekonów – toke. Ze względu na wilgotny klimat liczne są owady, w lasach żyją jadowite pająki.